# Anton Pauschenwein (Fußballspieler)
Anton Pauschenwein (* 24. Jänner 1981 in Eisenstadt) ist ein ehemaliger österreichischer Fußballspieler.

## Karriere
Anton Pauschenwein trat vergleichsweise spät in den Profifußball ein, nachdem er seine Karriere erst 1992 beim SC Wiesen begonnen und zuletzt in dessen Herrenmannschaft gespielt hatte. Im Jahr 2000 wechselte er zur SV Mattersburg und kam nach deren Aufstieg in die österreichische Bundesliga im Jahr 2003 zu seinen ersten Bundesligaeinsätzen. Pauschenweins erster Einsatz in der Bundesliga war am 26. Juli 2003 beim 3:1-Sieg über den SK Sturm Graz, als er in der 69. Minute für Bernd Kaintz eingewechselt wurde. Einer seiner größten Erfolge war der Einzug ins österreichische Pokalfinale 2006. Nachdem er zuletzt kaum noch im Profifußball Berücksichtigung gefunden und nahezu die gesamte Saison 2011/12 in der zweiten Mannschaft mit Spielbetrieb in der drittklassigen Regionalliga Ost verbracht hatte, beendet er mit Saisonende 2011/12 seine Karriere als Fußballspieler.
Spätestens ab 2015 trat er als Nachwuchstrainer bei der SV Mattersburg in Erscheinung und war bis zur Insolvenz und der damit verbundenen Auflösung des Klubs in dieser Funktion tätig. Im selben Jahr wechselte Pauschenwein, der bereits seit April 2018 im Besitz der ÖFB-D-Trainerlizenz ist, zum neu gegründeten Mattersburger Sportverein 2020, kurz MSV 2020, der nach der Auflösung des alten Klubs gegründet worden war. Dort war er zumindest bis zum Sommer 2021 tätig.
Bereits kurz nach seinem Karriereende als Aktiver wurde Pauschenwein Klubsekretär bei der AKA Burgenland und ist in dieser Funktion heute (Stand: November 2023) noch immer tätig. Im November 2023 übernahm er gänzlich die Geschäftsstelle der burgenländischen Fußballakademie.